# João Tordo
João Tordo (Lisboa, 28 de Agosto de 1975) é um escritor português.

## Biografia
Nasceu em Lisboa a 28 de Agosto de 1975. Formou-se em Filosofia na Universidade Nova de Lisboa. Foi vencedor do Prémio José Saramago 2009 com o romance "As Três Vidas" (2008). Publicou dez romances: "O Livro dos Homens Sem Luz" (2004), "Hotel Memória" (2007), "As Três Vidas" (2009), "O Bom Inverno" (2010), "Anatomia dos Mártires" (2011), "O Ano Sabático" (2013), "Biografia Involuntária dos Amantes" (2014), "O Luto de Elias Gro" (2015), "O Paraíso Segundo Lars D. (2015), "O Deslumbre de Cecilia Fluss" (2017) e "Ensina-me a voar sobre os telhados" (2018).
Foi finalista dos prémios Portugal Telecom, prémio Fernando Namora, Melhor Livro de Ficção Narrativa da SPA e do Prémio Literário Europeu.
Os seus livros estão publicados em vários países, incluindo França, Alemanha, Itália, Brasil, Espanha, Hungria.
Como guionista, participou em várias séries de televisão, incluindo O Segredo de Miguel Zuzarte (RTP), Filhos do Rock (RTP) e País Irmão (RTP).

## Obras publicadas
Romances:
- O Livro dos Homens Sem Luz (Temas e Debates), Novembro de 2004
- Hotel Memória (Quidnovi), Fevereiro de 2007
- As Três Vidas (Quidnovi), Setembro de 2008, Prémio José Saramago 2009
- O Bom Inverno (Dom Quixote), Setembro 2010
- Anatomia dos Mártires (Dom Quixote), Novembro 2011
- O Ano Sabático (Dom Quixote), Fevereiro 2013
- Biografia involuntária dos amantes, Alfaguara, Abril 2014
- O luto de Elias Gro, Companhia das Letras, 2015
- O paraíso segundo Lars D., Companhia das Letras, 2015
- O deslumbre de Cecília Fluss, Companhia das Letras, 2017
- Ensina-me a Voar Sobre os Telhados, Companhia das Letras, 2018
- A Mulher que Correu atrás do Vento, Companhia das Letras, 2019
- A Noite em que o Verão Acabou, Companhia das Letras, 2019
- Felicidade, Companhia das Letras, 2020. Prémio Fernando Namora 2021
- Águas Passadas, Companhia das Letras, 2021
- Naufrágio, Companhia das Letras, 2022
- Cem Anos de Perdão, Companhia das Letras, 2022
- O Nome Que a Cidade Esqueceu, Companhia das Letras, 2023
- Os Dias Contados, Companhia das Letras, 2024

Antologias:
- Contos de Vampiros, Porto Editora, 2009
- Dez História Para Ser Feliz, Dom Quixote, 2009
- Um Natal Assim, Quidnovi, 2008
- Contos de Terror do Homem Peixe, Chimpanzé Intelectual, 2007
- O Homem Que Desenhava na Cabeça dos Outros, Oficina do Livro, 2006

Outros:
- Cidade Líquida - conto editado para a Biblioteca Digital do jornal Diário de Notícias, 2012
- Benigno - novela sobre os 100 anos da 1ª guerra mundial, editado com a revista Sábado, 2014
- As Súplicas - parte do especial inéditos de autores portugueses, editado pelo jornal Expresso, 2018
- Que Nós Estamos Aqui - 12 Passos para a recuperação, Fundação Francisco Manuel dos Santos, 2020
- Manual de Sobrevivência de um Escritor, Companhia das Letras, 2020
- Canção dos Cães e das Rosas, todas as semanas durante o Verão, novela em 8 partes editada na revista Sábado, 2023
- Uma Valsa com a Morte, Companhia das Letras, 2023